# Lasse Lehtinen
Lasse Antero Lehtinen, född 23 januari 1947 i Kotka, är en finländsk politiker, journalist och författare. Utanför politiken är han känd som programledare på Haluatko miljonääriksi? (finska versionen av Vem vill bli miljonär?) mellan 1999 och 2005.

## Politisk karriär
Lehtinen, som  avlagt filosofie doktorsexamen vid Uleåborgs universitet, var riksdagsledamot för Finlands socialdemokratiska parti 1972–1983 och europarlamentariker 2004–2009.
Lehtinen är mer känd som socialliberal politiker än traditionell socialdemokrat. Han fick inte erkännande från partiledare Kalevi Sorsa, som var det största hindret för utvecklingen av hans politisk karriär, eftersom Sorsa tyckte att Lehtinen var en alltför liberal politiker. Lehtinen har dock haft många andra förtroendeuppdrag; han har bland annat ägnat sig åt kommunalpolitiken i Kuopio.